# Złotopiór wielki
Złotopiór wielki (Jacamerops aureus) – gatunek średniej wielkości ptaka z rodziny złotopiórów (Galbulidae). Umieszcza się go w monotypowym rodzaju Jacamerops. Występuje w Boliwii, Brazylii, Kolumbii, Kostaryce, Ekwadorze, Gujanie Francuskiej, Gujanie, Panamie, Peru, Surinamie i Wenezueli, gdzie jego naturalnym siedliskiem są subtropikalne i tropikalne wilgotne lasy nizinne. Nie jest zagrożony wyginięciem.

## Taksonomia i systematyka
Niemiecki zoolog Philipp Ludwig Statius Müller opisał ten gatunek w 1776 roku, nadając mu nazwę Alcedo aurea. Jako miejsce typowe wskazał Berbice (obecnie na terytorium Gujany). Obecnie gatunek umieszczany jest w osobnym, monotypowym rodzaju Jacamerops, który wprowadził René Lesson w 1830 roku. W 2000 roku nazwa została zmieniona z J. aurea na J. aureus, aby nazwa gatunku była zgodna pod względem płci z nazwą rodzaju. Epitet gatunkowy aureus to po łacinie „złoty”.
Wyróżnia się cztery podgatunki Jacamerops aureus:
- J. a. penardi Bangs & Barbour, 1922
- J. a. aureus (Statius Müller, 1776)
- J. a. ridgwayi Todd, 1943
- J. a. isidori Deville, 1849

## Morfologia

San Francisco Reserve – Darien, Panama

Złotopiór wielki mierzy od 25 do 30 cm długości i waży od 57 do 76 g. Jak wskazuje jego nazwa, jest to największy gatunek złotopióra, znacznie większy i cięższy niż jakikolwiek inny gatunek z tej rodziny. Dorosły samiec ma podbródek, policzki i górną część ciała w jaskrawo metalicznej zieleni ze złotymi tonami, z niebieskawym odcieniem na podbródku, czole i ogonie oraz purpurowo-miedzianym na grzbiecie. Dolna część gardła jest biała, a reszta dolnych partii ciała ma głęboki, rudawy kolor. Lotki są czarne, ogon jest niebiesko-czarny, poniżej dzioba znajduje się czarna plama, a nogi są ciemnego koloru. Samica przypomina samca, ale nie ma białej plamy na gardle. Jak wszyscy członkowie rzędu dzięciołowych, złotopióry i ich krewni mają stopy zygodaktyliczne, z dwoma palcami skierowanymi do przodu i dwoma do tyłu. Złotopióry wyewoluowały z tym układem palców, co pomaga im chwytać gałęzie podczas polowania na drzewach. Ponieważ 13 z 17 gatunków rodziny Galbulidae należy do supergatunków, badacz J. Haffer wnioskuje, że złotopióry przeszły stosunkowo niedawną plejstoceńską radiację. Uważa się, że wywodzą się z regionu Amazonii, gdzie są najczęściej spotykane, i rozprzestrzeniły się na inne części Ameryki Środkowej i Południowej. Unikalne cechy anatomiczne tej rodziny obejmują długi wyrostek robaczkowy, brak pęcherzyka żółciowego, nieosłonięty gruczoł kuprowy oraz długi, cienki język.

## Występowanie
Jego naturalnym środowiskiem są pierwotne lasy tropikalne, rzadziej zasiedla obrzeża lasów oraz wysokie i otwarte lasy wtórne, a w Brazylii lokalnie lasy galeriowe w obrębie ekoregionu cerrado. Zazwyczaj jest spotykany do wysokości 700 m n.p.m., lokalnie wyżej. Żyje w środkowym piętrze lasów i wśród koron drzew.
Poszczególne podgatunki zamieszkują:
- J. a. penardi – Kostaryka do zachodniej Kolumbii i północno-zachodniego Ekwadoru
- J. a. aureus – wschodnia Kolumbia, Wenezuela, Gujana, Surinam i Gujana  Francuska
- J. a. ridgwayi – północno-wschodnia i środkowa Brazylia
- J. a. isidori – wschodni Ekwador, wschodnie Peru, zachodnia Brazylia i północna Boliwia

## Zachowanie

### Pożywienie
Żywi się owadami złapanymi w locie i pająkami żyjącymi na roślinności. Siedząc w koronach drzew, żerują podążając za nimi, a następnie uderzając nimi o gałąź, przed spożyciem. Niektóre osobniki zjadają również małe kręgowce, takie jak jaszczurki.

### Rozmnażanie
Sezon lęgowy zależy od miejsca występowania; w Kostaryce trwa od marca do maja lub czerwca, w zachodniej Kolumbii od kwietnia do maja, w Brazylii w rejonie rzeki Rio Negro w styczniu, w Peru podloty obserwowano w połowie października. Gniazdo to komora wykonana w nadrzewnym gnieździe termitów. Ptaki te wywiercają otwory w termitierach na wysokości od 3 do 15 m nad ziemią. Czas inkubacji wynosi około 20–23 dni. Pisklęta wychodzą z gniazda około 21–26 dnia; kiedy się pojawiają, są pokryte białym puchem. Zarówno samce, jak i samice wysiadują pisklęta i opiekują się nimi. Złotopióry składają od jednego do czterech okrągłych, błyszczących, białych jaj. Oboje rodzice wysiadują jaja w ciągu dnia przez jedną do trzech godzin. W nocy samica wysiaduje jaja sama, podczas gdy samiec pozostaje w pobliżu, aby bronić gniazda. Złotopióry rzadko pozostawiają jaja bez opieki.

## Status zagrożenia i ochrona
Międzynarodowa Unia Ochrony Przyrody (IUCN) uznaje złotopióra wielkiego za gatunek najmniejszej troski (least concern – LC). Gatunek ten ma wyjątkowo duży zasięg i nie zbliża się do wymogów klasyfikacji jako gatunek narażony na wyginięcie w ramach kryterium wielkości zasięgu. Mimo że populacja wydaje się zmniejszać, nie zakłada się, że spadek zbliża się do stanu zagrożenia zgodnie z kryterium trendu populacyjnego (>30% spadek w ciągu dziesięciu lat lub trzech pokoleń). W 2019 roku organizacja Partners in Flight szacowała, że liczebność światowej populacji mieści się w przedziale  500 000 – 4 999 999 dorosłych osobników.